# Rödmyror
Rödmyror (Myrmica) är ett släkte av myror. Rödmyror ingår i familjen myror.
Rödmyror (som liksom alla myror är gaddsteklar) har gadd längst bak på bakkroppen, och blir de hotade kan de stickas med den. Detta till skillnad mot stackmyror, som bits och därefter via utsöndring på bakkroppen sprutar myrsyra i såret.

## Bildgalleri

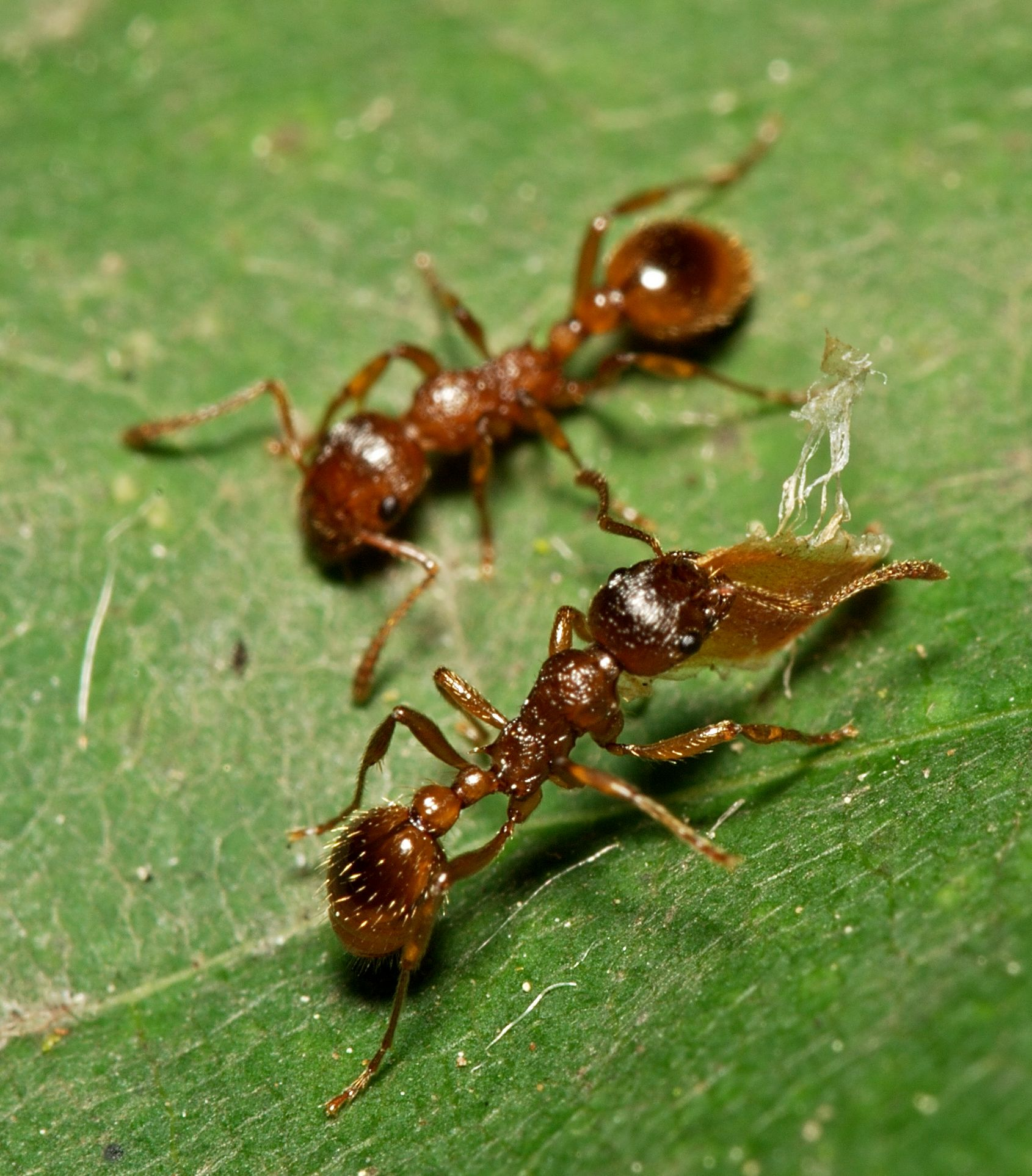
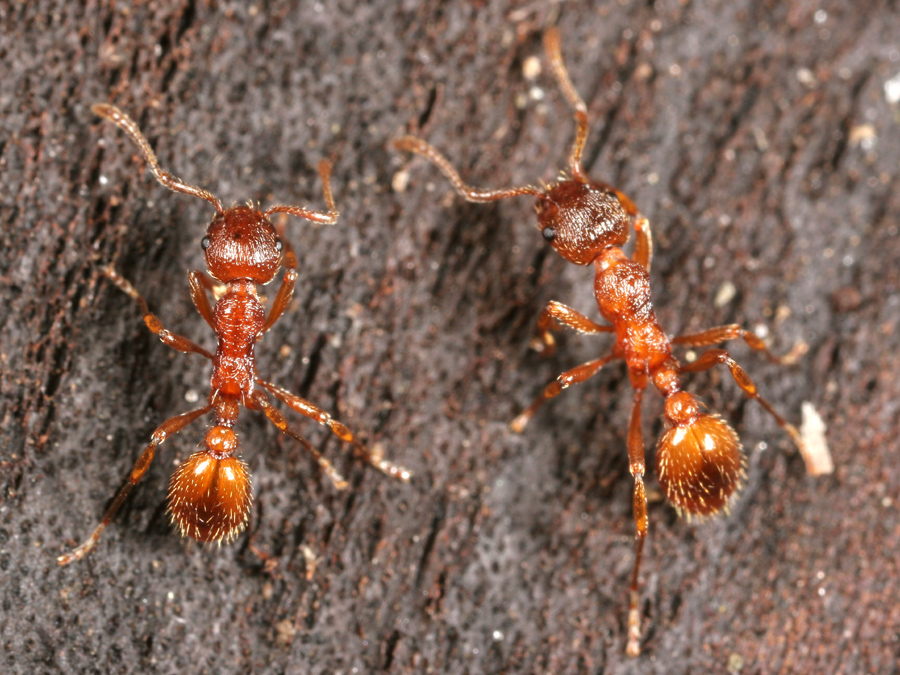
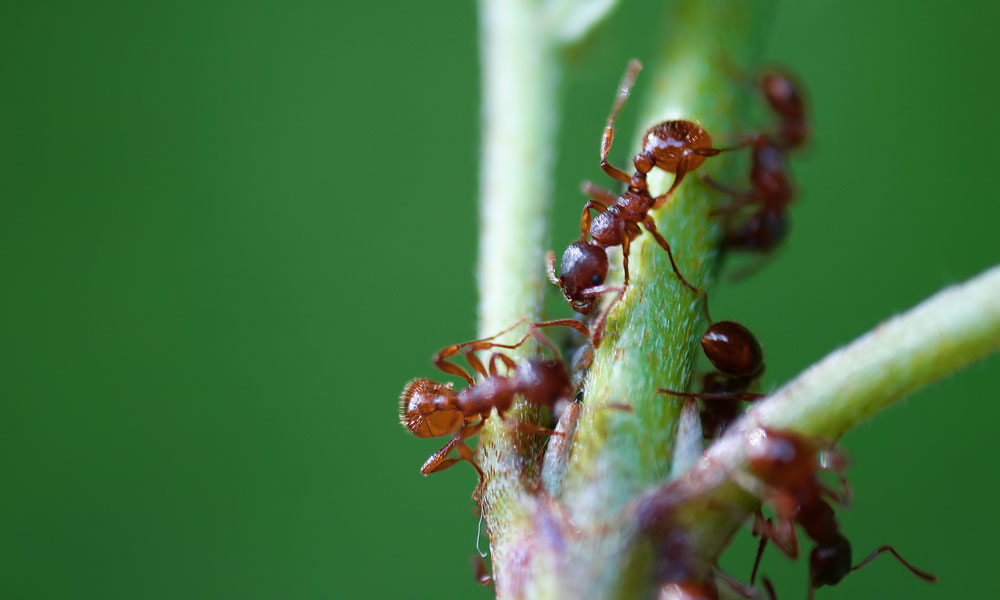
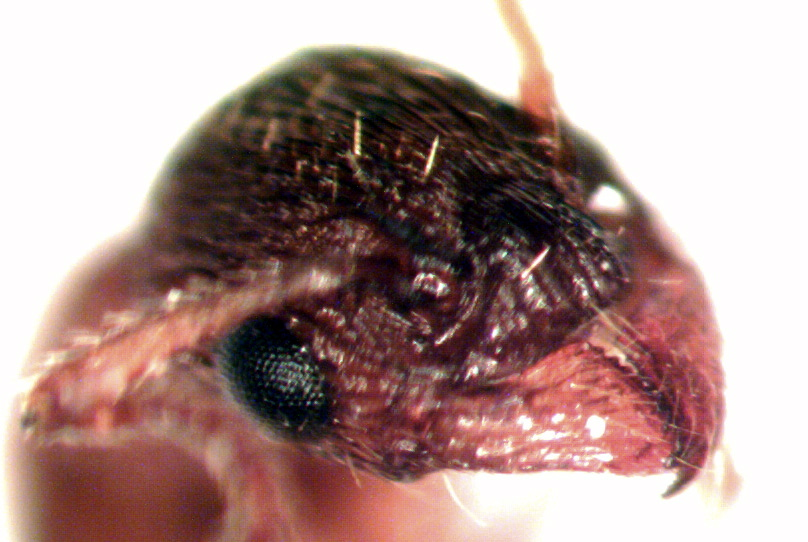

## Dottertaxa till rödmyror, i alfabetisk ordning[1][2]
- Myrmica aborigenica
- Myrmica ademonia
- Myrmica aemula
- Myrmica aimonissabaudiae
- Myrmica alaskensis
- Myrmica aloba
- Myrmica americana
- Myrmica angulinodis
- Myrmica angusticollis
- Myrmica archaica
- Myrmica arnoldii
- Myrmica assimilis
- Myrmica bakurianica
- Myrmica beesoni
- Myrmica bergi
- Myrmica bessarabica
- Myrmica bibikoffi
- Myrmica bidentata
- Myrmica bremii
- Myrmica breviceps
- Myrmica brevispinosa
- Myrmica caeca
- Myrmica caucasicola
- Myrmica chinensis
- Myrmica colax
- Myrmica commarginata
- Myrmica concinna
- Myrmica corrugata
- Myrmica cursor
- Myrmica curvithorax
- Myrmica deplanata
- Myrmica dicaporiaccoi
- Myrmica discontinua
- Myrmica displicentia
- Myrmica diversa
- Myrmica dshungarica
- Myrmica ereptrix
- Myrmica everesti
- Myrmica excelsa
- Myrmica faniensis
- Myrmica ferganensis
- Myrmica forcipata
- Myrmica formosae
- Myrmica fracticornis
- Myrmica gallienii
- Myrmica hamulata
- Myrmica hellenica
- Myrmica helleri
- Myrmica hirsuta
- Myrmica humilis
- Myrmica incompleta
- Myrmica incurvata
- Myrmica indica
- Myrmica inezae
- Myrmica inflecta
- Myrmica jessensis
- Myrmica jucunda
- Myrmica juglandeti
- Myrmica jurinei
- Myrmica kabylica
- Myrmica kamtschatica
- Myrmica karavajevi
- Myrmica kasczenkoi
- Myrmica kirghisorum
- Myrmica kotokui
- Myrmica kozlovi
- Myrmica kryzhanovskii
- Myrmica kurokii
- Myrmica lacustris
- Myrmica lampra
- Myrmica latifrons
- Myrmica laurae
- Myrmica lemasnei
- Myrmica lineolata
- Myrmica lobicornis
- Myrmica lobifrons
- Myrmica lonae
- Myrmica longispinosa
- Myrmica luctuosa
- Myrmica luteola
- Myrmica macrocephala
- Myrmica margaritae
- Myrmica mexicana
- Myrmica minuta
- Myrmica molassica
- Myrmica montana
- Myrmica monticola
- Myrmica myrmicoxena
- Myrmica nearctica
- Myrmica nebulosa
- Myrmica obscurata
- Myrmica obsoleta
- Myrmica orientalis
- Myrmica orthostyla
- Myrmica pachei
- Myrmica pilinodis
- Myrmica pinetorum
- Myrmica pisarskii
- Myrmica punctiventris
- Myrmica quebecensis
- Myrmica ravasinii
- Myrmica ritae
- Myrmica rubra
- Myrmica rugifrons
- Myrmica ruginodis
- Myrmica rugiventris
- Myrmica rugosa
- Myrmica rugulosa
- Myrmica sabuleti
- Myrmica salina
- Myrmica samnitica
- Myrmica saposhnikovi
- Myrmica scabrata
- Myrmica scabrinodis
- Myrmica schencki
- Myrmica serica
- Myrmica silvestrii
- Myrmica smythiesii
- Myrmica spatulata
- Myrmica specioides
- Myrmica specularis
- Myrmica stangeana
- Myrmica striolagaster
- Myrmica sublanuginosa
- Myrmica sulcinodis
- Myrmica symbiotica
- Myrmica taediosa
- Myrmica tahoensis
- Myrmica tenuispina
- Myrmica tertiaria
- Myrmica tianshanica
- Myrmica tibetana
- Myrmica transsibirica
- Myrmica tschekanovskii
- Myrmica turcica
- Myrmica vandeli
- Myrmica venusta
- Myrmica wesmaeli
- Myrmica wheeleri
- Myrmica whymperi
- Myrmica winterae
- Myrmica yoshiokai
- Myrmica zojae